# Adatome
Cet article court présente un sujet plus développé dans : adsorption.
Un adatome est un atome isolé au contact de la surface d'un cristal. Ce terme est un mot-valise dérivé de « adsorption » et « atome ». Il est employé en science des surfaces, et notamment pour décrire les phénomènes d'épitaxie. Ou parle également « d'adparticules » en référence à des particules adsorbées, par exemple à des agrégats atomiques. Cette configuration est généralement défavorable d'un point de vue thermodynamique, bien que certains cas comme celui du graphène donnent des contrexemples fameux.

Adatome tel que décrit par le modèle TLK.